# Dêngqên
Dêngqên, Dingqing (tyb. སྟེང་ཆེན་རྫོང་, Wylie: steng chen rdzong, ZWPY: Dêngqên Zong; chiń. upr. 丁青县; pinyin Dīngqīng Xiàn) – powiat we północno-wschodniej części  Tybetańskiego Regionu Autonomicznego, w prefekturze Qamdo. W 1999 roku powiat liczył 58 762 mieszkańców.